# Похищение Европы (картина Тьеполо)
«Похищение Европы» (итал. Il ratto di Europa) — картина итальянского живописца Джованни Батиста Тьеполо (1696—1770), представителя венецианской школы. Создана в 1720 год|1720—1721 годах. С 1898 года хранится в коллекции Галереи Академии в Венеции.

## Описание
Картина входит в цикл из 4-х полотен, изображающих эпизоды из поэмы «Метаморфозы» древнеримского поэта Овидия, которые, вероятно, предназначались для дворца Беллуно. На этой картине изображен миф о Европе, молодой девушке, в которую влюбился Юпитер, и, превратившись в белого быка, похитил её и принес на остров Крит. Там Европа родила от него трех сыновей: Миноса, Радаманта и Сарпедона.
Художник разместил сцену на фоне морского пейзажа: Европа сидит на быке-Юпитере в аристократической позе, и занята туалетом с помощью своих девушек и темнокожего слуги, держащего поднос. В композиции картины Тьеполо применил новую концепцию пространства: за плотными облаками, образующими вместе со скалами широкую арку, открывается безграничный морской пейзаж, пронизанный холодным светом. Композиция развивается по выраженным цветным и светотеневыми контрастам, несмотря на некоторую статичность фигур, а палитра становится более светлой и лучезарной, приближенной к манере Себастьяно Риччи. Образ орла на облаке — намек на присутствие Юпитера. Рядом с птицей находятся путти.